# Gulhuvad tangara
Gulhuvad tangara (Sicalis auriventris) är en fågel i familjen tangaror inom ordningen tättingar.

## Utbredning och systematik
Fågeln förekommer i Anderna i norra och mellersta Chile och angränsande Argentina. Den behandlas som monotypisk, det vill säga att den inte delas in i några underarter.

### Familjetillhörighet
Liksom andra finkliknande tangaror placerades denna art tidigare i familjen Emberizidae. Genetiska studier visar dock att den är en del av tangarorna.

## Status
Arten har ett stort utbredningsområde och beståndet anses vara stabilt. Internationella naturvårdsunionen IUCN listar den därför som livskraftig (LC).